# Галиндес, Хесус
Хесу́с Гали́ндес Суа́рес (баск. Jesus Galindez Suarez, или на испанский лад Хесу́с де Гали́ндес Суа́рес (исп. Jesús de Galíndez Suárez), 12 октября 1915 — 30 августа 1963) — баскский писатель, участник гражданской войны в Испании на стороне республиканцев, представитель Баскского правительства в изгнании.

## Жизнь и похищение
После поражения республиканцев в 1939 году бежал в столицу Доминиканской Республики, тогда носившую название Сьюдад-Трухильо. Там он преподавал и сблизился с демократической оппозицией, из-за чего в 1946 году был вынуждён снова бежать — на этот раз в Нью-Йорк. В Колумбийском университете читал лекции по международному праву и написал диссертацию о доминиканском авторитарном режиме Рафаэля Трухильо. Установил связи с сетями латиноамериканских писателей и правозащитников, по некоторым данным — также с ФБР. Работал над книгой о преступлениях диктатуры Рафаэля Трухильо.
Похищен неизвестными лицами 12 марта 1956 года в Нью-Йорке (в последний раз его видели спускающимся на станцию метро). Предполагается, что он был вывезен в Доминиканскую Республику и убит охранкой Рафаэля Трухильо (хотя неопровержимых доказательств этого нет). Книга Галиндеса La era de Trujillo: un estudio casuístico de dictadura hispanoamericana была опубликована в Аргентине и Чили в 1956, через несколько месяцев после его исчезновения. Появились переводы на французский (L'Ère de Trujillo. Anatomie d’une dictature latino-américaine, Gallimard, 1962) и английский (The Era of Trujillo, Dominican Dictator, University of Arizona Press, 1973 ISBN 0816503591, ISBN 978-0-8165-0359-9) языки.
Во время исчезновения Галиндеса в порту Нью-Йорка находились два доминиканских судна. Одно из них отчалило в море, но через пять часов вернулось. Другое отчалило позже. Также в исчезновении мог быть замешан доминиканский пилот американского происхождения, который затем сам пропал без вести. В его исчезновении доминиканское правительство обвинило человека, который затем покончил с собой в тюрьме (самоубийство с высокой вероятностью было сфабриковано).

## Отображение в искусстве
Дело Галиндеса вдохновило Мануэля Васкеса Монтальбана на написание в 1991 году романа Galíndez. В 2003 он был экранизирован как El Misterio Galíndez (The Galíndez File). В 2002 Ана Диас сняла о деле документальный фильм.
Ранее появился детективный роман польского автора Анджея Выджиньского «Последняя ночь в Cьюдад-Трухильо» (Ostatnia noc w Ciudad Trujillo или просто Ciudad Trujillo ISBN 8321601332, ISBN 978-8-3216-0133-5). Он закончил первый вариант книги за полмесяца до убийства самого диктатора Трухильо в 1961 году и дополнил её последовавшими новыми событиями.
В своей книге 2000 года «Праздник Козла» перуанский писатель Марио Варгас Льоса обсуждает тему исчезновения Галиндеса.